# 프랭크스타스
프랭크스타스(PrankStars)는 2011년 7월 15일부터 12월 16일까지 디즈니 채널에서 방영된 몰래 카메라 프로그램이다.